# Adams County (Mississippi)
Adams County je okres amerického státu Mississippi založený 2. dubna 1799. Jeho sousední okres na severu je Jefferson, Franklin na východě, Wilkinson na jihu a Concordia Parish a Tensas Parish oba ze státu Louisiana na jihozápadě.
Správním sídlem je Natchez se 17 062 obyvateli (v roce 2005).
Počet obyvatel: 32 626 (v roce 2006), 34 340 (v roce 2000)
Ženy: 53,7 %